# 阿爾塔維斯塔 (科羅拉多州)
阿爾塔維斯塔（英語：Alta Vista）是位於美國科羅拉多州艾爾帕索縣的一個非建制地區。該地的面積和人口皆未知。

## 地理
阿爾塔維斯塔的座標為39°01′37″N 104°06′45″W / 39.02694°N 104.11250°W，而該地的平均海拔高度為1954米（即6411英尺）。